# Les Tantes
Les Tantes är öar i Grenada. De ligger i den nordöstra delen av landet, 40 km nordost om huvudstaden Saint George's. Arean är 0,44 kvadratkilometer.
Terrängen på Les Tantes är platt. Öns högsta punkt är 76 meter över havet. Den sträcker sig 1,0 kilometer i nord-sydlig riktning, och 0,8 kilometer i öst-västlig riktning.